# Романів (Грубешівський повіт)
Романів (пол. Romanów) — частина села Крилів у Польщі, у Люблінському воєводстві Грубешівського повіту, ґміни Мірче.